# Aleksander Paweł Sapieha
Aleksander Paweł Sapieha (8 settembre 1672 – Vilnius, 4 gennaio 1734) è stato un nobile e ufficiale polacco.

## Biografia
Aleksander Paweł era il figlio di Kazimierz Jan Sapieha, e di sua moglie, Krystyna Barbara Hlebowicz. Studiò presso il Collegio dei Gesuiti a Braniewo per poi proseguì i suoi studi a Parigi. Ritornò in Polonia alla fine del 1689. Nel 1692 partecipò alla spedizione di Giovanni III Sobieski in Moldavia e ricevette il titolo di maresciallo della corte di Lituania. Ha partecipato alla vita di corte fino alla morte del re.
Durante le elezioni del 1697, ha sostenuto la candidatura di Francesco Luigi di Borbone-Conti. Fu però Augusto II ad essere eletto l'anno successivo. Fu nominato Gran Maresciallo della Lituania il 27 agosto 1699. Nel 1700, con il padre e lo zio, prese parte alla battaglia di Olkieniki, ma fu costretto a fuggire quando la nobiltà lituana si unì contro la famiglia Sapieha.
Durante la Grande guerra del Nord (1700-1721), Sapieha scelse di allearsi con Carlo XII di Svezia e sostenne il suo protetto, Stanislao Leszczyński, che venne eletto re di Polonia il 12 luglio 1704. Nel 1709 Carlo XII fu sconfitto da Pietro I a Poltava. Leszczyński, viene scacciato dal trono di Polonia e Sapieha perde le sue funzioni politiche. Nel 1713 Augusto II restituì a Sapieha il titolo di Gran Maresciallo di Lituania L'attività politica di Sapieha consisteva principalmente nella protezione dei resti di beni e influenza persi dalla famiglia dopo la battaglia di Olkieniki.

## Matrimonio
Nel 1691 sposò Marie Cristine de Béthune (1677-1721), figlia di François Gaston de Béthune, nipote della regina Marie Casimire Louise de la Grange d'Arquien. Ebbero cinque figli:
- Ludvika Maria Sapieha (1695-1768), sposò in prime nozze Alexander Dominik Velepolski e in seconde nozze Antoni Michał Potocki;
- Kazimierz Leon Sapieha (1697-1738);
- Józef Stanisław Sapieha (1708-1754);
- Michał Antoni Sapieha (1711-1760);
- Maria Sapieha.